# Under the Bridge
«Under the Bridge» (с англ. — «Под мостом») — песня группы Red Hot Chili Peppers, была выпущена 10 марта 1992 года в качестве второго сингла из альбома Blood Sugar Sex Magik. Вокалист Энтони Кидис сочинил текст песни с целью выразить чувство одиночества и тоски, а также отразить пагубное влияние наркотиков на свою жизнь. Изначально автор сомневался, что «Under the Bridge» впишется в репертуар группы и не хотел показывать её своим коллегам, но продюсер записи — Рик Рубин, настоял на обратном. Остальные участники коллектива сочинили музыку под впечатлением от экспансивного текста.
Песня получила одобрительные отзывы критиков и дебютировала на втором месте чарта Billboard Hot 100, вскоре она получила «платиновый» статус от Американской ассоциации звукозаписывающих компаний. Популярность сингла выросла после выхода музыкального видео, которое часто появлялось в эфире музыкальных телеканалов. Клип был отмечен наградой «Выбор зрителей» на церемонии MTV Video Music Awards 1992 года.
«Under the Bridge» стала «билетом» для Red Hot Chili Peppers в мейнстрим. Дэвид Фрике из журнала Rolling Stone писал: «благодаря этой песне группа ворвалась в Top-10», а Филипп Бут из газеты Tampa Tribune так прокомментировал успех сингла: «он звучал буквально из каждого утюга». Резкий рост популярности группы послужил причиной для ухода гитариста Джона Фрушанте, который предпочёл оставаться в андеграунде. Песня стала источником вдохновения для многих музыкантов, и остаётся основополагающей составляющей альтернативного рок-движения в начале и середине девяностых годов.
«Under the Bridge» исполнялась на концертах группы более 800 раз, по этому показателю уступает только песням «Give It Away» и «Californication».

## Предыстория
Во время записи альбома группы Blood Sugar Sex Magik продюсер Рик Рубин приехал к Энтони Кидису, чтобы ознакомиться с новым материалом. Он наткнулся на стихотворение «Under the Bridge», когда пролистывал записную книжку Кидиса. Рубин посоветовал фронтмену показать текст остальным участникам группы: «Мне очень понравилось это стихотворение, и я сказал Энтони: „Мы должны обязательно сделать из него песню“». Кидис согласился на это крайне неохотно, так как считал текст слишком эмоциональным и мягким, неподходящим под гедонический стиль группы. По словам Энтони, после того, как он спел стихотворение своим друзьями — гитаристу Джону Фрушанте и басисту Фли, они «сразу начали сочинять для него мелодию». Фрушанте подобрал аккорды, которые он использовал во вступлении, чтобы сбалансировать депрессивную природу текста, поясняя: «Мой мозг воспринимал её как по-настоящему печальную песню, поэтому я решил, что аккорды к такому тексту должны быть немного веселее».
Фрушанте и Кидис работали над песней несколько дней кряду, в итоге она стала одной из немногих композиций, работа над которыми была закончена до переезда группы в Особняк, где музыканты приступили к записи альбома. Ознакомившись с результатом, Рубин предложил сделать финал песни более помпезным — добавив вокальное крещендо с несколькими солистами. Для реализации этой идеи, Джон Фрушанте пригласил свою маму Гейл и её друзей, чтобы они спели все вместе — хором.

## Тематика песни
Кидис написал большую часть текста в тот период, когда чувствовал себя эмоционально истощённым. Он не принимал наркотики в течение трёх лет, и чувствовал что это дистанцирует его от остальных участников группы. В то время, когда группа работала над Blood Sugar Sex Magik, Фрушанте и Фли часто вместе курили марихуану, игнорируя завязавшего Кидиса. Поэтому он чувствовал, что Фрушанте «больше не является частью его мира». В апреле 1991 года Кидис ехал домой после репетиции, ощущая гнетущее чувство потери — его лучшие друзья Фли и Фрушанте отдалялись от него. Воспоминания о героиновой зависимости и отношениях с его бывшей девушкой Айони Скай вызвали у него депрессию: «одиночество, которое я испытывал, возникло из-за воспоминаний о времени с Айони, вместо того, чтобы быть с любящим меня человеком, я проводил время с гангстерами под мостом, принимал там наркотики». Подоплёку этой истории Кидис раскрыл в документальном фильме «Funky Monks» несколько лет спустя:
В течение многих лет я был тем, кого называют „упёртыми торчками“, и это был довольно печальный период моей жизни. Сейчас я чист уже несколько лет, но в то время я ухитрился дойти до того, что у меня пропала точка опоры и не осталось ничего, кроме невероятно сильного чувства одиночества, пустоты, которую ты пытаешься заполнить всем, что можно только найти. В моём случае это были наркотики. (...) Однажды такой приступ навалился на меня, когда я ехал домой с репетиции и вдруг почувствовал себя так, словно я один на всём белом свете. Пытаясь от него спастись, я, не останавливая машину, принялся бормотать себе под нос первое, что приходило мне в голову, и песня „выплеснулась“ из меня целиком. Оставалось лишь добраться до дома и записать её на бумаге.
Случай, о котором рассказывается в этой песне, произошёл со мной примерно лет пять назад. С мексиканской мафией, у которой я покупал наркотики у меня был один «контакт» — бывший зэк по имени Марио. Как-то летом у меня кончилось зелье и я несколько дней носился по городу как угорелый, мечтая пополнить свои запасы. Наконец, я нашёл этого клятого Марио, и он повёз меня к автомобильному мосту, расположенному в одном из гетто в центре Лос-Анджелеса. Мост как мост: проезжая часть и узкая пешеходная дорожка под ним. Да только заходить туда имеют право лишь члены этой банды. Но навешал охране лапши на уши, чтобы мне позволили войти внутрь. Этот случай навсегда остался в моей памяти как символ полного морального разложения, низшая точка во всей моей жизни.
Чувство отчуждения привело к тому, что Кидис стал считать Лос-Анджелес своим единственным товарищем: «Я чувствовал связь между собой и городом. Я проводил много времени гуляя по улицам, я чувствовал какое-то нечеловеческое присутствие, может-быть дух холмов и города, который пригрел меня и присматривал за мной». Строчка «Иногда мне кажется/ Что мой единственный друг — город в котором я живу/Город ангелов/Такой же одинокий как и я/И вместе мы плачем…» напрямую указывает на психологическую изоляцию Кидиса и его душевное состояние. Несмотря на все эти эмоции, Кидис считал, что его жизнь все-таки лучше без наркотиков. Он вспоминал в интервью Rolling Stone, что «несмотря на то, как плохо и одиноко мне было, моя жизнь была в сто раз лучше, чем два года назад, когда я постоянно употреблял наркотики. Тут даже и сравнивать нечего». В связи с этим, припев вышел довольно оптимистичным — «Я больше никогда не хочу чувствовать себя/Как в тот день/Забери меня в то место, в которое я влюблён», под местом, которое он любит, Кидис подразумевал своих друзей и семью.
В одном из самых примечательных куплетов песни затрагивается деструктивное действие наркотиков, их роль в разрушении личных отношений Кидиса, а также их влияние на его жизнь. Основываясь на реальном случае из своей биографии, Кидис отразил в финальном куплете своё желание попасть в притон под мостом, чтобы купить наркотики. Для этого, он был вынужден притвориться, что сестра одного из наркоторговцев была его невестой. Хотя он получил желаемое, Кидис рассматривает этот момент, как один из худших в своей жизни, поскольку это продемонстрировало моральный уровень, на который он готов был опуститься ради утоления своей зависимости. В связи с этим, вокалист отказывается раскрывать местоположение моста, хотя он отмечает, что мост находится в центре Лос-Анджелеса. Сопоставляя информацию, полученную от Кидиса в предыдущих интервью и из его книги «Scar Tissue», писатель Марк Хаскелл Смит пришёл к заключению, что мост, под которым происходили события песни, был расположен в парке MacArthur. Среди других известных версий (также основанных на комментариях автора) были: Тоннель Белмонта — приблизительно в километре от парка MacArthur, а также подземный переход, где автомагистраль Highway 10 (автострада из Санта-Моники) пересекает Гувер-Стрит вблизи от центра Лос-Анджелеса.

## Музыка
«Under the Bridge» написана в размере 4/4 в тональности ля мажор, переходящей в ми мажор на первом куплете. Песня демонстрирует прогресс в развитии Кидиса как вокалиста, который большую часть в своей карьере пел быстрым речитативом — из-за ограниченных возможностей в верхнем вокальном регистре. Песня начинается с медленного вступления Фрушанте, по словам гитариста, в значительной степени оно было вдохновленно композицией Джими Хендрикса «Little Wing». Когда вступает вокал Кидиса, Фрушанте ускоряет темп гитары, после достижения ми мажорного септаккорда следует пауза, во время которой звучат хай-хэты ударника Чэда Смита. Фрушанте позаимствовал технику этого септаккорда у британского гитариста Марка Болана из группы T. Rex, который первоначально исполнил его в песне «Rip Off» из альбома Electric Warrior (1971); Фрушанте иронично заметил, что «Я скопировал песню под названием „Rip Off“. На мой взгляд, получилось интересно» (в оригинале игра слов — англ. «I ripped off a song called 'Rip Off'. I thought that was interesting».).
Песня продолжается ещё одним куплетом и первым припевом, после чего вступает партия бас-гитары. После третьего куплета снова следует пауза. Второй припев переходит в финальный куплет — начинает звучать ударная установка, а Кидис поёт: «Возьми меня всего/Да/Да-да/О, нет, нет» . Хор звучащий в финале, был добавлен для того, чтобы сделать звук более эпическим, бэк-вокалисты поют «Под мостом в центре города», на фоне этого Кидис поёт «Меня покидала жизнь/Я не смог сделать достаточно/Я забыл о своей любви/Я отдал свою жизнь». Когда хор, Кидис и Смит затихают, продолжают звучать лишь гитара Фрушанте и бас Фли, которые заканчивают песню.

## Отзывы прессы
| Оценки критиков | Оценки критиков |
| Источник        | Оценка          |
| --------------- | --------------- |
| AllMusic        | без оценки      |
| Music Week      | [ 23 ]          |

Первым синглом альбома Blood Sugar Sex Magik был «Give It Away», он достиг вершины чарта Modern Rock Tracks в конце 1991 года; группа не предполагала, что «Under the Bridge» добьётся такого же успеха, но музыканты понимали, что у песни был хороший потенциал. Warner Bros. отправили своих представителей на концерт, чтобы определить, какую песню сделать следующим синглом. Когда Фрушанте на концерте начал играть «Under the Bridge», Кидис забыл слова песни; вся аудитория начала петь песню вместо него. Сначала Кидис был подавлен «из-за того, что облажался перед людьми Warner Bros. Я извинился за то, что облажался, но они сказали: „Облажался? Ты что, шутишь? Если каждый человек, пришедший на шоу, начинает петь песню, то это наш следующий сингл“». Соответственно, песня «Under the Bridge» была выбрана в качестве второго сингла. В июне 1992 года он поднялся на второе место Billboard Hot 100 (уступив лишь песне «Jump» рэп-дуэта Kris Kross) и провёл в нём двадцать шесть недель. После издания сингла журналист Джефф Аптер отметил, что «это был крепкий, всеформатный радиохит, группа двигалась к такому успеху на протяжении семи лет». Песня получила «платиновый» статус от Американской ассоциация звукозаписывающих компаний.
Песня была тепло принята критиками. По мнению Тома Муна из Rolling Stone, песня «выявила новые аспекты в творчестве RHCP», он отметил «прогрессирующую ритм-секцию и возросшее качество музыкальных текстур и нюансов». Журналист Дэвид Фрике заявил: «„Under the Bridge“ является необыкновенно вдумчивой балладой», отметив, что благодаря песне «группа ворвалась в Top-10». По мнению Филиппа Бута из газеты Tampa Tribune сингл был «буквально вездесущим» не только в нише альтернативного рока, но и в поп-музыке в целом. Бен Дипьетро из Richmond Times-Dispatch похвалил запись, но также сделал акцент на смене стиля группы «от абсолютного хард-рока до шага в сторону рок-баллад», «в их репертуаре всё ещё много сумасшедшего фанка» — писал он, «но лучшие треки — это медленные баллады, такие как „Under the Bridge“». Эми Хэнсон из AllMusic отметила, что песня «стала неотъемлемой частью альтернативного пейзажа 90-х, и остается одним из самых чистых бриллиантов, которые искрятся на фоне неогранённого и обширного фанк-материала, который доминирует в репертуаре „Перцев“». Продолжая положительный отзыв в отношении «Under the Bridge», она отметила: «… пронзительную атмосферу, … которая бросается в глаза, на фоне простых гитарных аккордов — в начальном куплете, и ощущение хрупкости, которое удваивает нисходящий темп крещендо в припеве».
«Under the Bridge» была включена в символические списки «Лучших песен» многих музыкальных изданий. В 2002 году журнал Kerrang! поставил песню на шестое место в своём списке «100 величайших синглов всех времён». Журнал Q присудил ей 180-ю строчку в своём рейтинге «1001 лучшая песня, всех времён». Журнал Life включил «Under the Bridge» в сборник «40 лет рок-н-ролла, 5 песен в год: 1952—1991», соответственно в числе пяти композиций 1991 года. Также «Under the Bridge» заняла пятнадцатое место в списке «100 величайших песен 90-х» телеканала VH1; в 2000 году Rolling Stone и MTV составили совместный список «100 величайших поп-песен, начиная с Битлз», «Under the Bridge» заняла в нём пятьдесят четвёртое место. Кроме того, «Under the Bridge» заняла 98-е место в рейтинге «100 ключевых гитарных песен» от журнала Rolling Stone.

## Музыкальное видео

Джон Фрушанте исполняет финальный пассаж на фоне пустыни

Музыкальное видео было снято режиссёром Гасом Ван Сентом, который фотографировал группу во время их пребывания в Особняке и руководил художественным оформлением альбома. Ван Сент был знаком с Фли, так как тот участвовал в съёмках его фильма «Мой личный штат Айдахо», в котором сыграл роль бас-гитариста. Участникам группы нравилось творчество Ван Сента, и они были счастливы, когда он согласился снять видеоклип на песню «Under the Bridge». Фли охарактеризовал это видео как «вещь, которая действительно позволила нам прорваться в мейнстрим американской и международной поп-культуры».
Съёмки клипа проходили на улицах Лос-Анджелеса и в павильонах студии звукозаписи. Видео начинается со сцены стоящего на пьедестале Фрушанте, он одет в красно-белую полосатую рубашку, коричневые брюки, ботинки цвета хаки и разноцветную чулло с орнаментом. Гитарист играет вступление на Fender Jaguar (1966 года выпуска) цвета морской волны на фоне пустыни. В день съёмок девушка Фрушанте Тони Освальд сама выбирала для него одежду. Музыкант вспоминал, что Ван Сент был удивлён таким гардеробом, однако, его реакция была позитивной: «Когда я добрался [до студии], Гас Ван Сент уставился на меня и двинулся на встречу „Боже, я так рад, что ты надел эту шляпу. Я так рад, что ты выбрал эту рубашку. О! Эти брюки такие потрясающие, я так рад, что ты надел именно их“». Видео знаменует перемены в поведении Фрушанте перед камерой; он больше не хотел скакать повсюду, что было типичным для него в предыдущих клипах группы.
Когда Кидис начинает петь, он появляется на фоне фиолетового света с голубыми флуоресцентными звездами на заднем плане в окружении облаков. Камера приближается и на его обнаженный торс проецируется изображение небоскрёбов Портленда — родного города Ван Сента. Затем в кадре появляются Фли и барабанщик Чэд Смит, играющие на своих инструментах. Режиссёр использовал суперимпозицию как один из центральных компонентов в общей концепции видео; идея была позаимствована из проекта над которым он работал вместе с писателем Уильямом Берроузом. Сцены в студии чередуются с кадрами, в которых Кидис идёт по улицам Лос-Анджелеса, он одет в белую футболку с надписью «To Hell And Back» (рус. В ад и обратно); во время его прогулки, камера фокусируется на различных прохожих. По мнению Кидиса, это имело жизненно важное значение; он чувствовал, что студийные съёмки сами по себе не передавали достаточно эмоций: «Поначалу весь процесс проходил в студии, и, казалось, камера не захватывала всё, что было нужно. Требовалось нечто большее, это нужно было совместить с уличными съёмками, урбанистической атмосферой Лос-Анджелеса». В финале видео Кидис бежит по реке Лос-Анджелес в замедленном темпе на фоне взрыва атомной бомбы. Видео заканчивается проекциями музыкантов друг на друга, после чего Фрушанте исполняет свой финальный пассаж — на том же фоне, только на этот раз на голубое небо проецируются волны океана.
Видео пользовалось большой популярностью на телеканале MTV. В 1992 году группа была номинирована на несколько наград церемонии MTV Video Music Awards, в том числе, в категориях: «Видео года», «Лучшая группа» и «Лучшая режиссура». «Under the Bridge» выиграл в номинации «Выбор зрителей»; ещё один клип группы — на песню «Give It Away» стал лауреатом двух наград: «Видео-прорыв» и «Лучший художник-постановщик». Видео заняло восьмое место в рейтинге читателей газеты Chicago Tribune «Лучшие и худшие клипы 1992 года».

## Концертные исполнения
Благодаря своему успеху, песня прочно обосновалась в концертном репертуаре группы. В отличие от нескольких других песен «Перцев», музыканты не изменяли звучание «Under the Bridge» на своих концертах — она исполняется так, как была записана на Blood Sugar Sex Magik (кроме акустических вариантов). Известны случаи, когда у Кидиса не получалось «брать» некоторые высокие ноты во время концертных исполнений «Under the Bridge». По словам вокалиста, иногда он забывает или переставляет текст в куплетах песни. Таким образом, песня иногда «проседала» из-за вокальных способностей фронтмена. После издания сингла в марте 1992 года песня исполнялась практически на всех концертах группы; поначалу Фрушанте раздражала популярность песни и он выражал своё негодование, несколько раз саботируя исполнение «Under the Bridge» во время шоу — искажая мелодию. Один из самых известных случаев произошёл во время телевизионного выступления группы на популярном шоу Saturday Night Live 22 февраля 1992 года. Музыканты сыграли «Under the Bridge» первым номером; это выступление Кидис воспринял как саботаж со стороны Фрушанте: «[Джон] экспериментировал так, будто мы репетируем эту песню. Но мы не репетировали. Мы были в прямом эфире ТВ перед миллионами людей и это было как пытка. Я начал петь так, чтобы это соответствовало его игре. Я чувствовал себя так, будто меня бьют ножом в спину на глазах у всей Америки, пока этот парень в углу, в тени, играет какой-то неблагозвучный эксперимент». Гитарист использовал педаль дисторшна во время финального куплета и неразборчиво кричал в микрофон во время бэк-вокала — ничего из этого не было запланировано заранее. Тем не менее, продажи Blood Sugar Sex Magik подскочили после трансляции шоу.
Порой Кидис отказывался петь песню, особенно в те периоды, когда он не чувствовал нужного эмоционального состояния. Однако, в последние несколько лет Кидис вновь стал проявлять интерес к этой песне: «Хотя было время, когда чувствовал, что с „Under the Bridge“ было покончено, теперь я заново открыл её для себя, я чувствую нашу связь ещё лучше — она до сих пор имеет силу, жизнь, цель, как песня». По мнению Фрушанте, многофактурность песни внесла большой вклад в её успех: «С давних пор этот фактор является одним из ингредиентов настоящего хита, вы можете слушать её снова и снова, и открывать для себя новые грани, при этом меняясь внутренне». По мнению Фли, феноменом «Under the Bridge» стало новое «перерождение» группы, благодаря возвращению Фрушанте (с 1998 по 2009 годы) после его ухода в 1992 году. Фли уверен, для атмосферы композиции жизненно необходимо, чтобы все музыканты написавшие трек исполняли его вместе.
«Under the Bridge» звучала на фестивале Вудсток 99', где Red Hot Chili Peppers были одними из хедлайнеров. Группа должна была выступать в финале концерта. Идея раздать свечи, которые должна была зажечь публика во время этой песни, переросла в трагический инцидент. Вместо этого толпа фанатов, в которой уже назревал хаос, развела костёр. Начинавшийся как безобидная шутка, демарш быстро перерос в стихийное насилие — несколько девушек (которые развлекались крауд-сёрфингом и мошингом) — были изнасилованы, а стоящие неподалёку частные дома — разграблены и разрушены.
Среди других известных исполнений песни были: шоу в замке Слейн в августе 2003 года — перед 80 000 зрителей; а также серия концертов 2004 года в лондонском Гайд-парке — в течение трёх дней их посетило более 250 000 человек. Одно из этих выступлений было записано и издано под названием Live in Hyde Park — первый концертный альбом группы. Это событие стало самым прибыльным мероприятием на отдельно взятой концертной площадке в истории шоу-бизнеса, с общим доходом $17,1 миллионов. Также «Under the Bridge» фигурирует на концертном видео «Перцев» Off the Map, выпущенном в 2001 году, и на эксклюзивном издании альбома для iTunes в 2006-м.

## Кавер-версии
Впервые песня была перепета в 1994 году британской вокальной акапелла-группой The Flying Pickets, композиция была записана для их пластинки The Original Flying Pickets: Volume 1. Джазовый музыкант Фрэнк Беннетт перепел песню путём слияния элементов биг-бэнда и би-бопа, она была выпущена на его диске Five O’Clock Shadow (1996 г.). Хип-хоп исполнитель Мос Деф добавил первый куплет «Under the Bridge» в свою песню «Brooklyn», которая была издана на его альбоме Black on Both Sides (1999 г.). Однако, он поменял строчку «Город, в котором я живу — Город Ангелов» (англ. «the city I live in, the City of Angels»), который намекает на неофициальное прозвище Лос-Анджелеса, на — «Город, в котором я живу — прекрасный Бруклин» (англ. «the city I live in is beautiful Brooklyn»), чтобы соответствовать предмету песни. Тони Хэдли сделал кавер-версию этого трека для своего диска Obsession (1995 г.). Королевский филармонический оркестр Великобритании исполнял «Under the Bridge» на нескольких концертах: оркестр исполнял различные рок-композиции, объединяя их в один оркестровый трек, зачастую в их числе фигурировал хит Chili Peppers. Американская певица Тейлор Дейн перепела песню для своей пластинки Satisfied в 2008 году.
Альтернативная хип-хоп группа Gym Class Heroes записала кавер-версию этой песни для сборника Punk Goes 90’s, в который включили известные рок-песни из 1990-х годов, перепетые современными панк-музыкантами. Кавер был популярен среди меломанов и Gym Class Heroes продолжили исполнять его во время своего турне; вокалист группы Трэвис Маккой так комментировал ситуацию: «эта песня — на все времена. Она одна из тех песен, прослушав которые вы восклицаете — „Черт! Как он смог сочинить эту вещь?“». Самая коммерчески-успешная кавер-версия песни была выпущена в 1998 году британо-канадской поп-группой All Saints, она поднялась на вершину британского чарта UK Singles Chart. В этой версии отсутствует последний куплет песни, посвященный наркотикам. Однако, сами музыканты (Red Hot Chili Peppers) остались недовольны этой интерпретацией песни. По мнению Кидиса, кавер был плохо воссоздан в музыкальном плане и в довершении всего, в нём отсутствовал последний куплет, из-за чего пропадала вся личная значимость песни. В 1993 году «Странный Эл» Янкович записал трек «Bedrock Anthem», который является музыкальной пародией на песни «Under the Bridge» и «Give It Away». В 2009 году джазовый музыкант Стэнли Кларк перепел песню для своего альбома Jazz in the Garden. Американский певец Джон Крейги сделал кавер-версию «Under the Bridge» для своего диска Leave the Fire Behind. Знаменитый мексиканский гитарист-виртуоз Карлос Сантана записал свою версию этой композиции для пластинки Guitar Heaven: Santana Performs the Greatest Guitar Classics of All Time (2010), она была выпущена в качестве бонус-трека на специальном издании — «Deluxe Edition».

## Список композиций
| №  | Название                                   | Длительность |
| -- | ------------------------------------------ | ------------ |
| 1. | «Under the Bridge»                         | 4:24         |
| 2. | «Sikamikanico» (Ранее не издавалась)       | 3:23         |
| 3. | «Soul to Squeeze» (Ранее не издавалась)    | 4:50         |
| 4. | «Search and Destroy» (Ранее не издавалась) | 3:34         |

## Участники записи
| Red Hot Chili Peppers - Фли — бас-гитара - Джон Фрушанте — гитара - Энтони Кидис — вокал - Чэд Смит — ударные | Дополнительные музыканты - Гейл Фрушанте и её друзья — хоровой вокал |

## Хит-парады
| Чарт                             | Высшая позиция |
| -------------------------------- | -------------- |
| Австралия                        | 1              |
| Бельгия                          | 1              |
| Великобритания (1992 / 1994)     | 26 / 13        |
| Германия                         | 11             |
| Ирландия                         | 20             |
| Новая Зеландия                   | 2              |
| Норвегия                         | 10             |
| США — Billboard Hot 100          | 2              |
| США — Hot Modern Rock Tracks     | 6              |
| США — Hot Mainstream Rock Tracks | 2              |
| Франция                          | 136            |

| Страна         | Статус     |
| -------------- | ---------- |
| Великобритания | Серебряный |
| Италия         | Золотой    |
| США            | Платиновый |